# Idolmaster: Xenoglossia
Idolmaster: XENOGLOSSIA (яп. アイドルマスター ゼノグラシア айдорумасута дзэногурасиа) — аниме-сериал в стиле меха, снятый в 2007 году студией Sunrise по мотивам видеоигры The Idolm@ster. Сериал транслировался в 2007 году по телеканалу Kansai TV. На основе того же сюжета вышли также манга, ранобэ и радиопостановка.
Сериал снят на той же студии и в значительной степени той же командой, что и выпущенные ранее, в 2004—2005 годах, сериалы Mai-HiME и Mai-Otome. При этом, хотя жанр сериала в большей степени, чем у вышеупомянутых сериалов, соответствует профилю студии Sunrise (которая специализируется в основном на мехе и т. п. жанрах), основной темой этого аниме являются всё же не сами роботы, а их взаимоотношения с пилотирующими их людьми (хотя, учитывая внеземное происхождения ядра идолов, стоит, наверное, скорее говорить здесь не о роботах, а об «инопланетном разуме»).

## Сюжет
Действие аниме происходит в будущем (или, как вариант, в параллельной вселенной). 107 лет назад в результате некоего катаклизма произошло разрушение Луны. Однако до сих пор остатки Луны продолжают падать на землю в виде крупных метеоритов. Другие страны для уничтожения этих метеоритов используют ракеты, однако Япония, в соответствии с принципами неприменения ядерного оружия, принятыми после Второй мировой войны, не может иметь ракетных войск, поэтому для борьбы с метеоритами в Японии используют специальных гигантских роботов, именуемых «идолами» (IDOL).
Хотя корпуса этих роботов построены людьми, их ядро сделано из особого материала, попавшего на землю после всё того же разрушения Луны. Поэтому существует лишь несколько таких роботов. Более того, они обладают собственным характером, и не каждого допускают к управлению собой. Фактически все пилоты роботов — молодые девушки. Их называют «идолмастерами» (Idolmaster). Название самих роботов — IDOL — является сокращением английских слов «Immortal Defender of Legatee». При этом полное японское название идолов (приводится на официальном сайте аниме) — 隕石除去人型重機, что можно перевести как «Тяжёлые человекообразные машины для устранения метеоритов». Борьбой с астероидами занимается международная организация Mondenkind. В Японии этим заведует Mondenkind Japan, а непосредственно идолами управляет команда IDOL Team. Она располагается в Токио, в районе Гиндзы, под землёй, а сверху для маскировки находится здание обычной школы (впрочем, поскольку пилоты ещё школьного возраста, она используется и по прямому назначению).
Амами Харука — обычная японская школьница, желающая стать звездой (в Японии звёзды шоу-бизнеса обычно называются «идолами»). Она успешно прошла прослушивание в проекте «Idolmaster» и теперь отправляется в Токио для обучения. По прибытии, однако, обнаруживается, что эта школа обучает не идолов-звёзд, а пилотов для идолов-роботов.

## Основные персонажи
Харука Амами (яп. 天海 春香 Амами Харука) — Пилот робота «Имбер». Родилась 3 марта, ей 16 лет. Рост 158 см, вес 45 кг, группа крови 0. Родом из (вымышленного) города Такэтори на севере Японии, где жила вместе с дедушкой и младшим братом (родители давно развелись и разъехались в неизвестном направлении). Успешно пройдя прослушивание, отправилась в Токио. Ещё не доехав до места назначения, встретила сперва свою будущую подругу Юкихо, а затем и идола «Имбер». С самого начала проявила отличные способности в управлении идолами, как реальными, так и на тренажёрах. С более традиционными для школьников предметами, такими, как математика, дела обстоят хуже, здесь ей требуется помощь подруг. Любит пингвинов. Любимый цвет — розовый. Характерной особенностью её внешнего вида являются два больших розовых банта по обеим сторонам головы. Из-за этих бантов подруги наградили её такими прозвищами, как «Рибон-тян», или даже «Бака-рибон» (рибон — от англ. ribbon, лента).
Сэйю: Игути Юка
Юкихо Хагивара (яп. 萩原 雪歩 Хагивара Юкихо) — Родилась 24 декабря, ей 16 лет. Рост 158 см, вес 46 кг, группа крови A. Также прошла прослушивание на звезду, и отправилась в Токио. В поезде встретила Харуку, с которой они сразу же подружились. По характеру спокойная, даже замкнутая; одной из причин, по которой она хотела стать звездой, было как раз желание стать более общительной и приобрести уверенность в себе. Ей так и не удалось управиться с идолом, поэтому, по совету Джозефа, руководителя организации, она стала наземным диспетчером, помогая Харуке в её работе с Имбером.
Сэйю: Хориэ Юи
Иори Минасэ (яп. 水瀬 伊織 Минасэ Иори) — Родилась 5 мая, ей 16 лет, рост 156 см, вес 41 кг, группа крови AB. По характеру её можно отнести к типичным цундэрэ. Поначалу она достаточно холодно отнеслась к Харуке, так как ей было обидно, что эта новенькая сразу смогла найти контакт с Имбером, чего не удавалось более опытным пилотам. Сама является пилотом другого идола, Небулы. К своему идолу относится с любовью, стараясь не подвергать его серьёзным опасностям, из-за чего у неё возникают конфликты с её напарницей, Макото. Из-за характерного внешнего вида её часто называют «Дэко-тян» (от яп. 凸, лоб), на каковое обращение она обычно обижается.
Сэйю: Тамура Юкари
Макото Кикути (яп. 菊地 真 Кикути Макото) — Родилась 29 августа, 16 лет, рост 163 см, вес 47 кг, группа крови 0. Как и Иори, является пилотом «Небулы». Всегда выглядит очень холодной и практичной. О себе говорит «боку» (僕; т. е., употребляет местоимение 1-го лица, обычно свойственное мужчинам). Работе с идолами обучалась с детства, поэтому является непревзойдённым мастером в их пилотировании, настоящим асом. При этом, однако, относится к ним, как к обычным машинам, отказываясь признать наличие у них собственных чувств, из-за чего у неё часто возникают конфликты с Иори. Любит крабов. Также часто изображается пьющей молоко из пакетиков.
Сэйю: Эри Китамура
Яёй Такацуки (яп. 高槻 やよい Такацуки Яёй) — Родилась 25 марта, 15 лет, рост 154 см, вес 44 кг, группа крови 0. Подруга Харуки ещё с детского сада. Ещё раньше Харуки переехала в Токио с той же целью стать звездой, и теперь работает ведущей программы радиопрограммы «Яёй радзио». Встречаясь с Харукой, почему-то одевает странные косплейные костюмы. Она не знает, что Харука работает с идолом, а когда Харука о нём рассказывает, думает, что она говорит о своём бойфренде.
Сэйю: Косимидзу Ами
Рицуко Акидзуки (яп. 秋月 律子 Акидзуки Рицуко) — Родилась 23 июня, 18 лет, рост 165 см, вес 48 кг, группа крови A. Занимается техническим обслуживанием роботов. Так же заведует общежитием, где живут Харука и другие. Спортивная. По характеру открытая, любит придумывать подругам прозвища и подшучивать над ними. Хорошо готовит.
Сэйю: Накахара Май
Адзуса Миура (яп. 三浦 あずさ Миура Адзуса) — Родилась 19 июля, 20 лет, рост 168 см, вес 49 кг, группа крови 0. Непосредственная начальница Харуки и других пилотов. Всегда спокойная и собранная.
Сэйю: Сакураи Томо
Джозеф Сингэцу (яп. ジョセフ・真月 Джёдзефу Сингэцу) — Руководитель IDOL Team организации Mondenkind Japan, 53 года, рост 178 см. Всегда спокоен. Очень любит чай. Не любит рассказывать начальству (городским властям) подробности о делах и проблемах своей организации, поэтому обычно заставляет Мунакату Надзэ придумывать для них дезинформацию.
Сэйю: Наката Кадзухиро
Надзэ Мунаката (яп. 宗方 名瀬 Мунаката Надзэ) — Родилась 29 февраля, 25 лет, рост 166 см, группа крови A. Руководитель диспетчерской службы, координирующей работу с идолами. Обладает мягким и уступчивым характером, поэтому обычно именно ей приходится, вместе Джозефа, отчитываться перед городскими властями в случае каких-либо инцидентов с идолами.
Сэйю: Ното Мамико
Ами Футами (яп. 双海 亜美 Футами Ами) — Родилась 22 мая, рост 148 см, вес 38 кг, 12 лет, группа крови B. Гениальная девочка, обладающая красивым голосом и исключительным слухом. Она использует эти свои способности для настройки идолов и согласования их с пилотами; эта процедура называется «гармонизацией». В IDOL Team вместе со своей сестрой Мами пришла ещё ребёнком, и, хотя она там по возрасту самая младшая, другие обращаются к ней «сэмпай». После инцидента, случившегося 7 лет назад, когда Мами, во время работы с идолом, пропала без вести, Ами из Mondenkind’а ушла; в начале сериала является идолом в обычном смысле этого слова, т. е. телезвездой.
Сэйю: Надзука Каори
Мами Футами (яп. 双海 真美 Футами Мами) — Сестра-близнец Ами. День рождения и остальные данные такие же, как у Ами. С детских лет работала в IDOL Team, будучи пилотом идола Tempestas. Однако, 7 лет назад, в ходе одного эксперимента, вместе с идолом пропала без вести. Ами считает её погибшей…
Сэйю: Сайто Момоко
Хибики Саку (яп. 朔 響 Саку Хибики) — Человек, присланный верховным руководством Mondenkind’а. Во время операции по возвращению идола Hiems представился сотрудником европейского бюро Mondenkind, позднее же был назначен в Mondenkind Japan заместителем Джозефа Сингэцу.
Сэйю: Такэвака Такума
Тихая Кисараги (яп. 如月 千早 Кисараги Тихая) — Родилась 25 февраля, 17 лет, рост 167 см, вес 47 кг, группа крови A. Будучи также пилотом идолов (сейчас — Nibulum, но когда-то была пилотом Имбера), она принадлежит к другой, враждебной Mondenkind’у организации, именуемой Turiavita. По характеру холодная и сдержанная. Испытывает необычную привязанность к Имберу, и стремится вернуть его себе, для чего готова даже убить Харуку.
Сэйю: Симидзу Каори
Риффа (яп. リファ Рифуа) — Странная девочка, всегда одетая в белое платье. 9 лет. Также принадлежит к организации Turiavita. Появляется в первой серии, желая захватить Харуку, но появление Имбера препятствует этому. Позже выясняется, что она является пилотом идола Epimetheus-1. Обладает также способностью временно выводить из строя системы управления Mondenkind Japan.

## Терминология
Потерянная Артемида
Потерянная Артемида (англ. Lost Arthemis, яп. ロストアルテミス (росуто арутэмису)) — произошедшее 107 лет назад разрушение Луны. Это разрушение сопровождалось обильным падением на Землю осколков и привело к большим человеческим жертвам и разрушениям. Что послужило причиной разрушения, не разъясняется.
Компэйто
Пояс астероидов, состоящий из осколков Луны и вращающийся вокруг Земли (этот термин упоминается, в частности, в 8-й серии, где в некоторых фансабберских переводах он ошибочно назван «compact»). Название происходит от компэйто, разновидности японских конфет.
Drops
Астероиды из компэйто, падающие на Землю в виде метеоритов. Английское слово «drop», помимо основного значения «капля», может означать также «леденец»; видимо, по этой причине метеориты классифицируются (в зависимости от размера и угла входа в атмосферу) как «mint drop», «lemon drop» и т. п. Метеориты, находящиеся в этой классификации после «lemon drops», подлежат уничтожению идолами.
Mondenkind
Международная организация, отвечающая за уничтожение метеоритов. Японская секция называется «Mondenkind Japan». Mondenkind обладает также особыми войсками специального назначения, именуемыми MSA (Mondenkind Sturm Armee).
Turiavita
Организация, основу которой составляют бывшие члены Mondenkind. Это ещё одна организация (помимо Mondenkind), имеющая в своём распоряжении идолов. Они враждебны Mondenkind’у и желают использовать идолов в своих целях.

## Список и названия серий
Сериал состоит из 26 серий. Интересно отметить, что описания серий на официальном сайте даются в двух вариантах: собственно описания и рассказы от первого лица, как правило — от лица Харуки. Анонсы в конце каждой серии также ведутся от лица разных персонажей.
Русские переводы названий в данной таблице даны неофициальные, так как официального перевода сериала на русский язык нет.
| Серия | Японское название      | Русское название            |
| ----- | ---------------------- | --------------------------- |
| 01    | 上京ペンギン           | Пингвин приезжает в столицу |
| 02    | アイドルのマスター     | «Мастер» идола              |
| 03    | アイドルとマスター     | «Мастер» и идол             |
| 04    | 餃子とアメリカンドック | Гёза и корн-дог             |
| 05    | 冷たい手、温かい手     | Холодные руки, тёплые руки  |
| 06    | 高度二万米             | С высоты 20 000 метров      |
| 07    | ただいま。おかえり。   | Тадайма — окаэри            |
| 08    | コンペイトウ夜話       | Ночной разговор и компэйто  |
| 09    | 鍵盤                   | Клавиатура                  |
| 10    | 不協和音               | Диссонанс                   |
| 11    | ニヴルヘイム           | Нифльхейм                   |
| 12    | ムスペルヘイム         | Муспельхейм                 |
| 13    | 501号室                | Комната 501                 |
| 14    | なんかうごきづらい     | Затруднённые движения       |
| 15    | 格納庫天国             | Рай в ангаре                |
| 16    | アイドルとアイドル     | Идол и идол                 |
| 17    | 迷子の兎               | Заблудший заяц              |
| 18    | 夜                     | Ночь                        |
| 19    | サヨナラ               | Прощай                      |
| 20    | かえりみち             | Дорога домой                |
| 21    | 最後の・プリン         | Последний пудинг            |
| 22    | 鍵とバット             | Ключ и бита                 |
| 23    | RUN!                   | RUN!                        |
| 24    | 復興暦百八年           | 108 год Эры Возрождения     |
| 25    | 春の雪                 | Весенний снег               |
| 26    | 月とペンギン           | Луна и пингвин              |

## Музыкальные темы
В сериале используются две версии опенинга (открывающих заставки): одна в сериях 2—15, вторая — в сериях 16—25. Эндинг (закрывающая заставка) один.
Опенинг
"Бинэцу S.O.S!!" (яп. 微熱S.O.S!!)
- Слова: Хата Аки
- Музыка: Куросу Кацухико
- Аранжировка: Окубо Каору
- Поёт: Хасимото Миюки

"Дзанкоку ё кибо: то нарэ" (яп. 残酷よ希望となれ)
- Слова: Хата Аки
- Музыка и аранжировка: Нидзинэ
- Поёт: Юки Айра

Эндинг
"Ю:кю:-но табибито ~ Dear boy" (яп. 悠久の旅人～Dear boy)
- Слова: Кодама Саори
- Музыка и аранжировка: Маэдзава Хироюки
- Поёт: Snow* (Оотакэ Юки)

Как это обычно и бывает, было выпущено несколько музыкальных CD, как с OST из аниме, так и с дополнительными музыкальными темами.